# Thorkild Bjørnvig
Thorkild Strange Bjørnvig (* 2. Februar 1918 in Aarhus; † 5. März 2004 ebenda) war ein dänischer Lyriker, Schriftsteller und Übersetzer deutscher Lyrik.

## Leben
Thorkild Bjørnvig wuchs in Aarhus auf und studierte später Vergleichende Literaturwissenschaft an der Universität Aarhus. Seine Dissertation über den Schriftsteller Martin A. Hansen erschien 1964. 1970 heiratete er die Politikerin Birgit Bjørnvig.
1947 debütierte er mit dem Lyrikband Stjærnen bag gavlen (Stern hinterm Giebel) mit Schilderungen einer jungen Liebe. Von 1948 bis 1950 war er Mitarbeiter der Zeitschrift Heretica. Ein wichtiges Werk ist die 1968 erschienene Lyriksammlung Ravnen (Der Rabe); der Titel bezieht sich auf Edgar Allan Poes Gedicht Der Rabe. Das Werk besteht aus 12 Gesängen, in denen er sich mit seinem Schicksal beschäftigt und eine überschäumende Selbstabrechnung inszeniert.

„samspændt alene ved identitet med / pulserende stjerner, hjerter som banker / kerubisk I rummet, justerer vort hjerte / og sfærisk krummer lineære tanker.

zusammengehalten durch Identität mit / pulsierenden Sternen, cherubisch-ätherisch / im Weltraum schlagenden Herzen, justiert / unser Herz und krümmt Linear-Denken sphärisch.“

Bjørnvig verfasste nicht nur Lyrik, sondern war auch Lyrikinterpret und übersetzte viele Gedichte aus dem Deutschen, unter anderem sämtliche Gedichte von Rainer Maria Rilke. Die Themen seiner Lyrik sind von der Natur geprägt, er wehrte sich gegen deren Zerstörung durch den Menschen; seine Hauptmotive sind Kindheit, Liebe und Tod.
Der Lyriker war eng mit der Schriftstellerin Karen Blixen befreundet. Beide wurden 1960 Mitglieder der Dänischen Akademie. Über ihre Zusammenarbeit und Freundschaft berichtete er im ersten Band seiner Autobiografie, dem 1974 bei Gyldendal erschienenen Buch Der Pakt. (Pagten. Mit venskab med Karen Blixen), das auch in deutscher Übersetzung herauskam. In den weiteren Bänden schrieb er über seine Kindheit, seine Studienzeit und die Zeit nach dem Krieg. Für die Übersetzung seiner Rilke-Gedichte (Udsat på hjertets bjerge) erhielt er 1996 den mit 20.000 Euro ausgezeichneten Übersetzerpreis der EU, den Prix Aristeion.

## Veröffentlichungen

### Dänische Originalausgaben (Auswahl)
- 1947: Stjærnen bag gavlen
- 1954: Evigt Foraar
- 1955: Anubis
- 1959: Rainer Maria Rilke og tysk tradition
- 1966: Vibrationer
- 1968: Ravnen
- 1975: Delfinen
- 1977: Morgenmørke
- 1981: Abeguder
- 1990: Epimetheus
- 1993: The world tree

### Deutschsprachige Ausgaben
- Der Pakt – meine Freundschaft mit Tania Blixen. Aus dem Dänischen von Gabriele Gerecke. Insel, Leipzig 1993, ISBN 3-458-16517-7

### Übersetzungen deutscher Autoren
- Rainer Maria Rilke: Udsat på hjertets bjerge. Digte. Gyldendal, Kopenhagen 1995, ISBN 87-00-20118-9
- Hermann Hesse: Rejsen til Morgenlandet. Nansensgade Antikvariat, Kopenhagen 1987, ISBN 87-88211-14-2
- Rainer Maria Rilke: Duino elegier Overs. Lyrikbogklubben Borgen-Gyldendal, Kopenhagen 1982, ISBN 87-7540-248-3
- Friedrich Hölderlin: Brød og vin og andre digte. Brøndum, Kopenhagen 1970 (1992: ISBN 87-00-13416-3)
- hans magnus enzensberger: digte. Gyldendal, Kopenhagen 1964
- Gottfried Benn: Glasblæseren og andre essays. Gyldendal, Kopenhagen 1964
- Hermann Broch: De skyldløse. Gyldendal, Kopenhagen 1960
- Rainer Maria Rilke: Udvalgte Digte. Teil 1. Wivel, Kopenhagen 1949
- Franz Werfel: Kunstens kald. Realismen og det indre liv. Menneskets reneste lyksalighed. Wivel, Kopenhagen 1948

## Auszeichnungen
- 1960: Mitglied der Dänischen Akademie
- 1960: Søren-Gyldendal-Preis
- 1962: Ehrenpreis des Dänischen Übersetzerverbands
- 1964: Literaturpreis Drachmannlegatet
- 1975: Dänischer Kritikerpreis
- 1979: Ehrendoktor der Universität Lund
- 1983: Holberg-Medaille
- 1996: Prix Aristeion
- 1998: Karen Blixen Museum (Rungsted Kyst)–Preis